# Olga Duncan-gyilkosság
Az Olga Duncan-gyilkosság Kalifornia állam történelmének egyik legfurcsább és leghírhedtebb egy áldozatot követelő gyilkossági ügye. Az 1958. november 17-én elkövetett brutális gyilkosság az áldozat anyósa, Elizabeth Ann Duncan ötlete volt. Őt és két társát is gázkamrában végezték ki. Az eset motivációját és a gyilkosság elkövetésének módját tekintve sok hasonlóságot mutat a Szita Bence-gyilkossággal.

## Előzmények
Olga Kupczyk egy 30 éves kórházi nővér volt, aki a Kalifornia állambeli Ohi város kórházában dolgozott. Ebben a városban lakott a középkorú Elizabeth Duncan, aki sikertelen öngyilkossági kísérlete miatt került kórházba. (Az asszony fia, Frank azt akarta, hogy anyja költözzön el, amit ő nem bírt elviselni és túladagolta a nyugtatóját.) Olgát rendelték ki Ms. Duncan mellé, akit fia, az akkor 29 éves Frank Duncan ügyvéd rendszeresen látogatott. Frank és Olga első látásra egymásba szerettek, s azután is találkozgattak hogy Ms. Duncant hazaengedték a kórházból.
Elizabeth Duncan több diagnosztizálatlan elmebetegségben is szenvedett. Legnagyobb problémája a folyamatos, rendellenes kötődés volt, így mindig kellett neki egy férfi. Az asszony kevesebb, mint húsz év alatt hússzor házasodott, de rendre elvált. Az egyetlen férfi, aki kitartott mellette, Frank Duncan volt. Elizabeth nem nézte jó szemmel, ahogy fia férfivé vált, s akárhányszor Frank bemutatott neki egy lányt, dührohamot kapott. A férfi ezért az Olgával való kapcsolatot is titokban tartotta.
1958 elején Olga teherbe esett, Frank pedig úgy döntött, hogy elveszi a nőt. Zárt körű ceremóniát tartottak, ahova Elizabeth nem kapott meghívót. Amikor mégis megtudta, hogy a fia nős és össze akar költözni a feleségével, összeomlott. Úgy döntött, elintézi a fiatalok válását. Bár valaki más házasságát nagyon nehéz felbontani, Ms. Duncannek sikerült. Felbérelt egy férfit, hogy játssza el Franket, ő maga pedig beöltözött a nála majdnem kétszer fiatalabb Olga Duncannek. Hihetetlen, de a terv bevált, s a házasság felbomlott.
Az anyós ezenfelül zaklató telefonhívásokkal is ostromolta Olgát. Frank visszaköltözött az anyjához, hogy lenyugtassa. Bár Elizabeth megkapta, amit akart, még nem végzett. Felbérelt két latin-amerikai férfit. Luis Moyát és Augustine Baldonadót, hogy öljék meg Olgát. Hamis nevet mondott a bűnözőknek, és beszámolt arról, hol él a célszemély.

## A gyilkosság
1958. november 17-én este Moya és Baldonado autóval elmentek Olga házához. Baldonado a kocsihoz csalta a nőt, mondván Frank fekszik ott részegen. Betuszkolták a hét hónapos terhes áldozatot a hátsó ülésre, és elvitték egy kietlen vidékre. Bár volt fegyverük, töltényt és ásót is elfelejtettek vinni. Luis olyan erősen ütötte meg Olgát pisztollyal, hogy annak elgörbült a vége. A gyilkosok taktikát váltottak: míg egyikük az áldozatot fojtogatta, a másik a sírt ásta puszta kézzel.Időről időre cseréltek. Végül is a gödröt sikerült megásniuk, de Olga még lélegzett. A terhes nőt élve temették el.

## Lebukás, ítélet
A bérgyilkosokat hamarosan más bűncselekményekért tartóztatták le. Luis a börtönben meggyónta bűnét egy lelkésznek. Baldonado is beszélt. Bár Elizabeth hamis nevet mondott nekik, a személyleírás alapján őt is letartóztatták.
A média igencsak felkapta az ügyet s az évszázad perének kiáltották ki (igaz, ezen cím alatt általában Charles Lindbergh kisfiának megölését szokták érteni). Amíg a tárgyalás zajlott, az emberek már hajnali háromkor sorban álltak a bíróság előtt, hogy legalább egy pillanatra láthassák a gyilkos "Duncan mamát".
A mama védelmét Frank vállalta el. A vád tanúk tucatjait szólította, de Duncan mama védői csak kettőt: Franket és Elizabethet. Végül Elizabeth Duncant, Luis Moyát és Augustine Baldonadót is gázkamra általi halálra ítélték.
Duncan mamát 1962. augusztus 8-án végezték ki, ám a fia nem volt ott. Elizabeth utolsó szavai ezek voltak: "Ártatlan vagyok. Hol van Frank". Ő volt az utolsó azon négy nő közül, akiket Kaliforniában gázkamrában kivégeztek.